# Chloroclystis boarmica
Chloroclystis boarmica là một loài bướm đêm trong họ Geometridae.